# Dalkendorf
Dalkendorf település Németországban, Mecklenburg-Elő-Pomeránia tartományban. Lakosainak száma 253 fő (2023. december 31.).

## Népesség
A település népességének változása:
| Lakosok száma | 261  | 244  | 253  | 245  | 244  | 253  |
|               | 2014 | 2017 | 2019 | 2021 | 2022 | 2023 |